# Кен Парк
«Кен Парк» — фільм 2002 року режисера Ларрі Кларка про життя підлітків з їх проблемами в сім'ї та особистому житті.

## Сюжет
Перший фільм Ларрі Кларка «Дітки» розповідав про таємний світ дітей, куди немає входу батькам. У «Кен Парку» ми входимо у будинку чотирьох сімей і зустрічаємося з батьками.
«Кен Парк» — це історія підлітків і їхніх батьків у Вісалії, штат Каліфорнія: містечку, що загубилося між Лос-Анджелесом і Фресно. Фільм розповідає про життя друзів дитинства — трьох хлопців і однієї дівчини — і їхніх батьків. Всі маски зняті — вас очікує коктейль із насильства, сексу, ненависті, любові і шокуючих сцен.
Шон, який знущається з молодшого брата, вирушив до своєї дівчини, але зустрівся з її матір'ю і замість того, щоб зайнятися з нею вагінальним сексом, робить їй кунілінгус. Тейт, дуже люто ставився до гри «Скрабл», зайнявся онанізмом під акомпанемент тенісного матчу, придушивши себе поясом від халата, взяв ніж і зарізав дідуся і бабусю. Клод відкидає батька, який намагався насильно зробити йому мінет, і йде з дому. А батько Пічез — релігійний фанатик — бере в дружини свою дочку, яка в підсумку займається груповим сексом з Шоном і Клодом.
Цей фільм — не просто драма, а драма 18+. В ньому режисер атакує інститут шлюбу: батьки — суцільно збоченці, матері — дешеві повії. Подружжя, які дожили до старості, підкреслено фальшиві.

## Факти
- У 2002 році на фестивалі в Іспанії Valladolid International Film Festival фільм був номінований на премію Golden Spike.
- «Кен Парк» заборонений до розповсюдження в Австралії, Норвегії, Канаді[4] та Білорусі[5].